# 勒谢讷 (奥布省)
勒谢讷（法語：Le Chêne，法語發音：[lə ʃɛn]）是法国奥布省的一个市镇，属于特鲁瓦区。

## 地理
勒谢讷（48°32'57"N, 4°10'36"E）面积21.01 平方千米，位于法国大東部大區奥布省，该省份为法国中北部省份，北起马恩省，西接塞纳-马恩省，西南至约讷省，东南至科多尔省，东临上马恩省。
与勒谢讷接壤的市镇（或旧市镇、城区）包括：阿利博迪耶尔、奥布河畔阿尔西、多农、格朗维尔、吕特尔、奥尔姆、大托尔西、小托尔西、维内特。

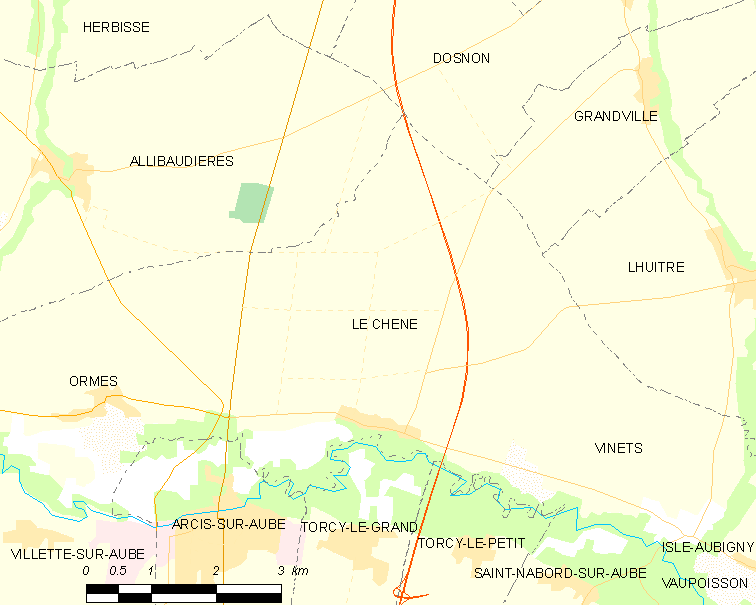
的OSM定位图

勒谢讷的时区为UTC+01:00、UTC+02:00（夏令时）。

## 行政
勒谢讷的邮政编码为10700，INSEE市镇编码为10095。

## 政治
勒谢讷所属的省级选区为奥布河畔阿尔西县。

## 人口

1962-2008年间人口变化图示

勒谢讷于2022年1月1日时的人口数量为280人。